# 札幌市立前田中学校
札幌市立前田中学校（さっぽろしりつまえだちゅうがっこう）は、北海道札幌市手稲区前田にある札幌市の公立中学校。

## 所在地
- 北海道札幌市手稲区前田7条13丁目1-1

## 概要
1982年（昭和57年）3月26日、札幌市立手稲中学校、札幌市立稲陵中学校を母体校に開校を迎えた。1986年（昭和61年）3月25日、校区の一部変更により札幌市立稲積中学校へ一部生徒の移籍。文化・スポーツ関連の部活動が非常に盛んで、各種大会で多くの入賞実績がある。

## 沿革
前田地区は、JR函館本線の北から新川にかけて広がる広大な平野地帯で、東は発寒、西は山口、星置地区と隣接している。地域一帯は、大部分が泥炭層のうえ、手稲山を源とする中小河川の末端が集中した低湿地帯であったため、全くの農耕不適地であった。そこで、泥炭地を改良して牧草地作りを行い、乳牛の育成を中心とした酪農による開拓の振興を図った。明治27年、旧加賀藩主前田利為によって創設された前田農場に続いて、明治末期から大正にかけ曲長農場、興農場（後、極東農場）、稲積農場などが相次いで開設され、手稲山を背景とした豊かな酪農地帯となった。これらの農場は、昭和30年代までは、牧草地、畑地として発展していたが、発寒勤労団地が、昭和35年に建設されて以来、次々と民間の団地造成が行われ、一大住宅地となり、手稲東部の西野や平和地区とともに、手稲北西部の人口急増地帯となった。前田の地名は、農場創設者の名からとったものである。
- 1981年（昭和56年）4月1日 - 仮称前田地区中学校開校事務取扱い辞令交付
- 1981年（昭和56年）4月20日 - 新設校開校事務所開設（中島中内）
- 1981年（昭和56年）5月11日 - 校舎本体工事着工
- 1981年（昭和56年）5月20日 - 屋内運動場工事着工
- 1981年（昭和56年）9月1日 - 校章デザイン完成
- 1981年（昭和56年）11月1日 - 札幌市立学校設置条例改正に伴い、「札幌市立前田中学校」の設立決定。この日を開校記念日と定める。
- 1981年（昭和56年）11月7日 - PTA設立準備委員会発足
- 1981年（昭和56年）11月20日 - 屋内運動場完成
- 1981年（昭和56年）12月4日 - 校舎完成
- 1981年（昭和56年）12月5日 - 第1回PTA設立準備委員会
- 1981年（昭和56年）12月7日 - 通学区域決定
- 1981年（昭和56年）12月14日 - 校舎引渡し
- 1982年（昭和57年）2月6日 - 開校事務取扱い発令
- 1982年（昭和57年）2月10日 - 第1回開校事務打合せ
- 1982年（昭和57年）2月27日 - 第1回入学説明会
- 1982年（昭和57年）3月6日 - PTA設立総会
- 1982年（昭和57年）3月25日 - 移籍生徒受入れ
- 1982年（昭和57年）3月26日 - 開校式・記念祝賀会開催
- 1982年（昭和57年）5月31日 - 第2期増築工事着工（金工室、LL教室、被服室）
- 1982年（昭和57年）12月4日 - 視聴覚室工事着工
- 1983年（昭和58年）12月26日 - 仮図書室工事着工
- 1984年（昭和59年）6月27日 - 第3期増築工事着工（普通教室他）
- 1985年（昭和60年）10月23日 - 5周年企画委員会
- 1986年（昭和61年）6月13日 - 第4期増築工事着工（特活室、図書室、第3理科室、普通教室）
- 1986年（昭和61年）10月30日 - 開校5周年モニュメント除幕式
- 1986年（昭和61年）10月31日 - 開校5周年記念式典祝賀会

## 通学区
新川・手稲前田地番界、手稲前田・手稲山口・手稲稲穂の字界、樽川通・手稲駅北通以東、西区・北区の境界、手稲前田・発寒の字界、軽川・手稲前田地番界以西、札幌市・小樽市・石狩市の境界以南、JR函館本線以北。

## 出身者
- 木村博之 - サッカー審判員、JFAプロフェッショナルレフェリー
- 坪田敦史 - 1988年卒業、航空ジャーナリスト、ライター